# 紫香楽宮跡駅
紫香楽宮跡駅（しがらきぐうしえき）は、滋賀県甲賀市信楽町牧にある信楽高原鐵道信楽線の駅である。

## 歴史
- 1987年（昭和62年）7月13日：信楽高原鐵道の駅として開業[1]。

## 駅構造

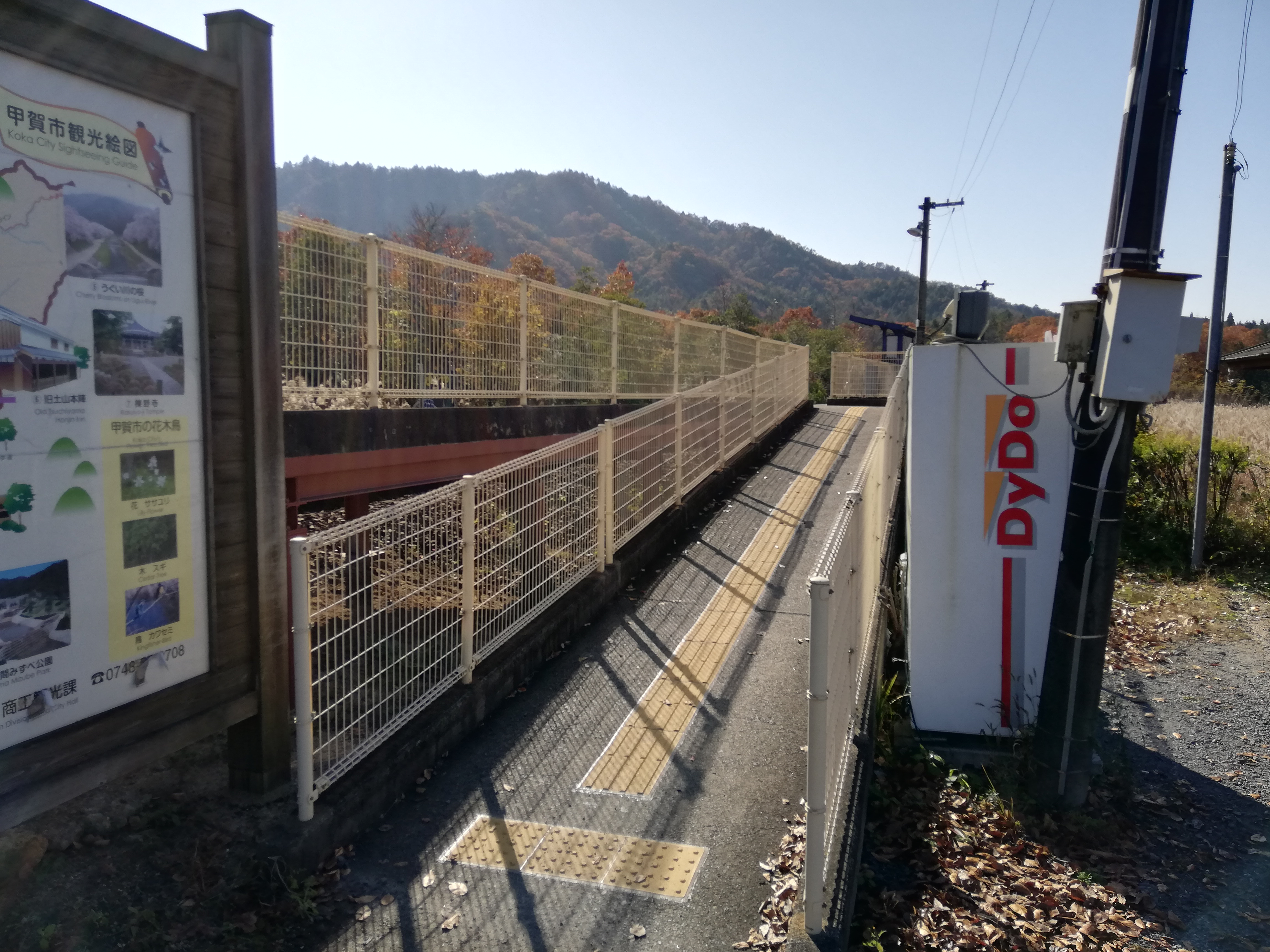
駅入口（2020年11月）

単式ホーム1面1線の地上駅で、無人駅。駅舎はないが、駅前に公衆トイレがある。駅のホームに向かう道は、東海自然歩道と併用している。ホームには運行情報を伝えるスピーカーがあり、運休等の情報が伝えられる。

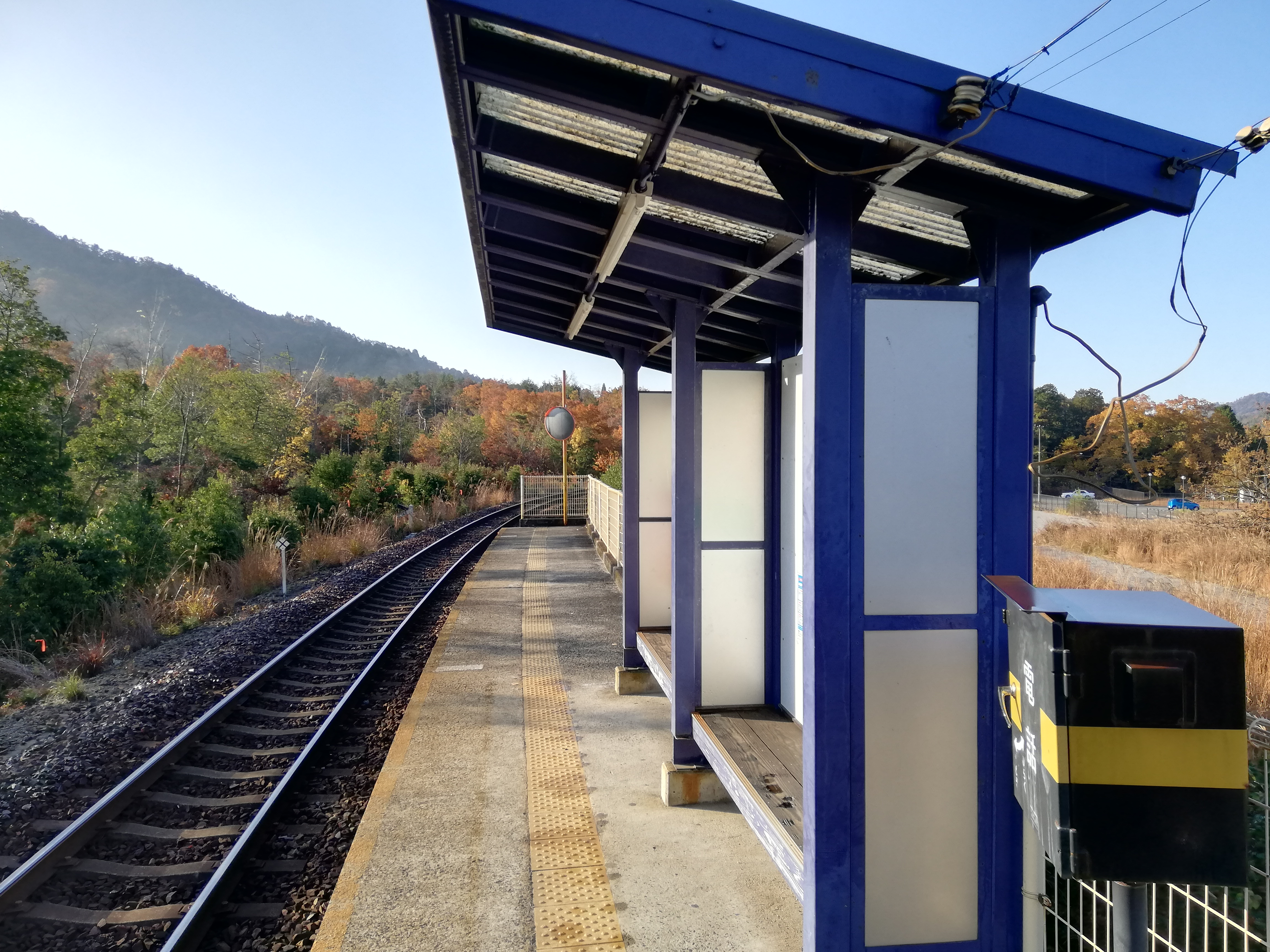
ホーム（2020年11月）
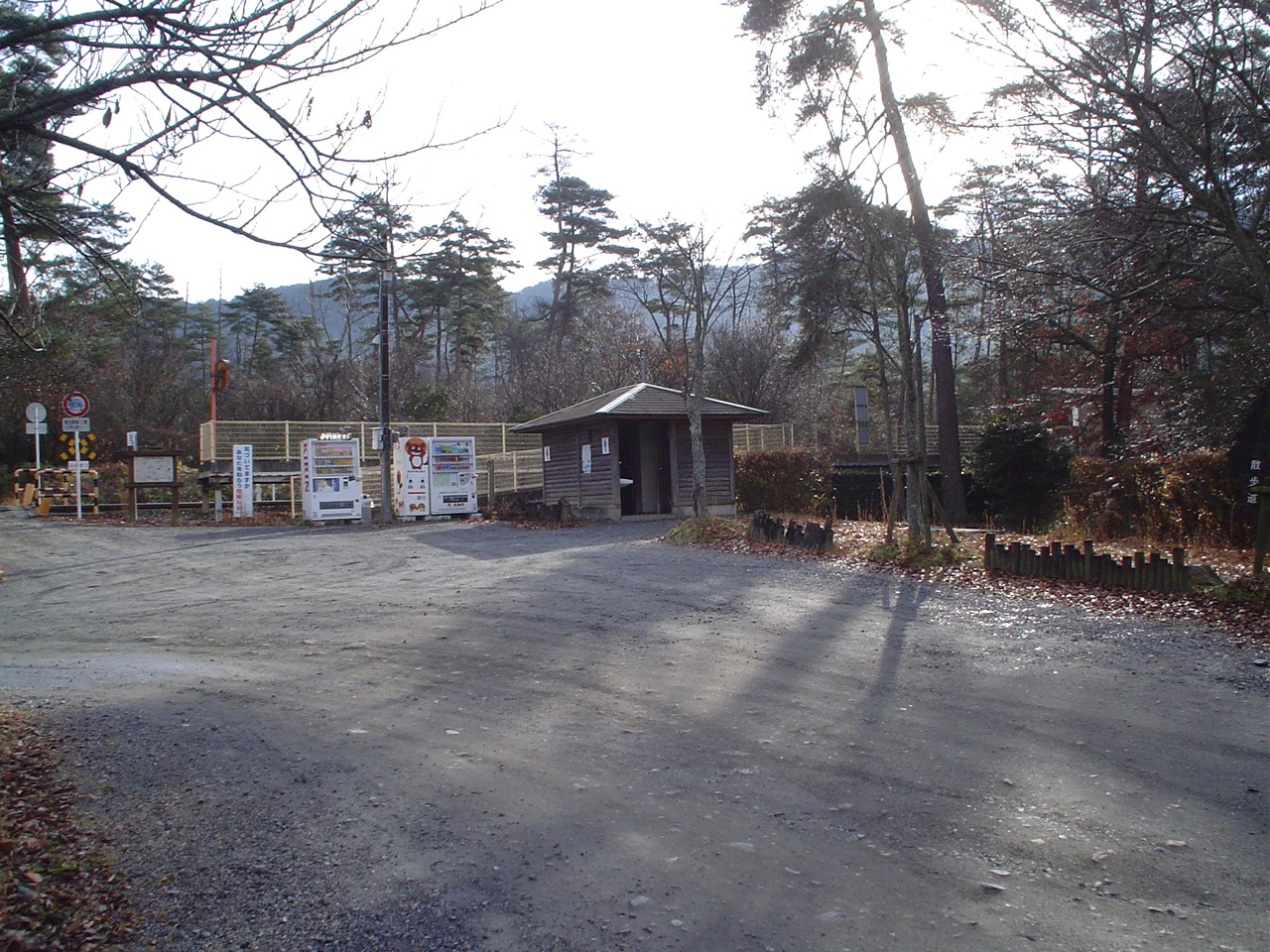
駅前（2008年12月、国道307号側から）

## 利用状況
| 年度               | 1日平均乗車人員 |
| ------------------ | --------------- |
| 2011年（平成23年） | 39              |
| 2012年（平成24年） | 39              |
| 2013年（平成25年） | 34              |
| 2014年（平成26年） | 31              |
| 2015年（平成27年） | 34              |
| 2016年（平成28年） | 36              |
| 2017年（平成29年） | 30              |

## 駅周辺
当駅のすぐ西側を国道307号が通る。そこから北に進むと新名神高速道路の信楽ICがあり、その連絡路に接続する信楽I.C口交差点のすぐ近くには信楽高原鐵道列車衝突事故の慰霊碑が建つ。なお、駅名の由来となった紫香楽宮跡（しがらきのみやあと）は国道から西へ進んだ所にあり、その付近は住宅地となっている。
- 紫香楽宮跡
- 国立病院機構紫香楽病院
- 克山陶房
- 滋賀サファリ博物館
- 手づくり森の宿・いろり〜な[4] - 国道の反対側（駅東側）にある体験・宿泊施設。
- 新名神高速道路信楽IC
- 国道307号
- 滋賀県道53号牧甲西線
- 東海自然歩道
- 隼人川みずべ公園[5] - 周辺住民の環境対策・隼人川遊砂地事業と併せて整備された[6]。

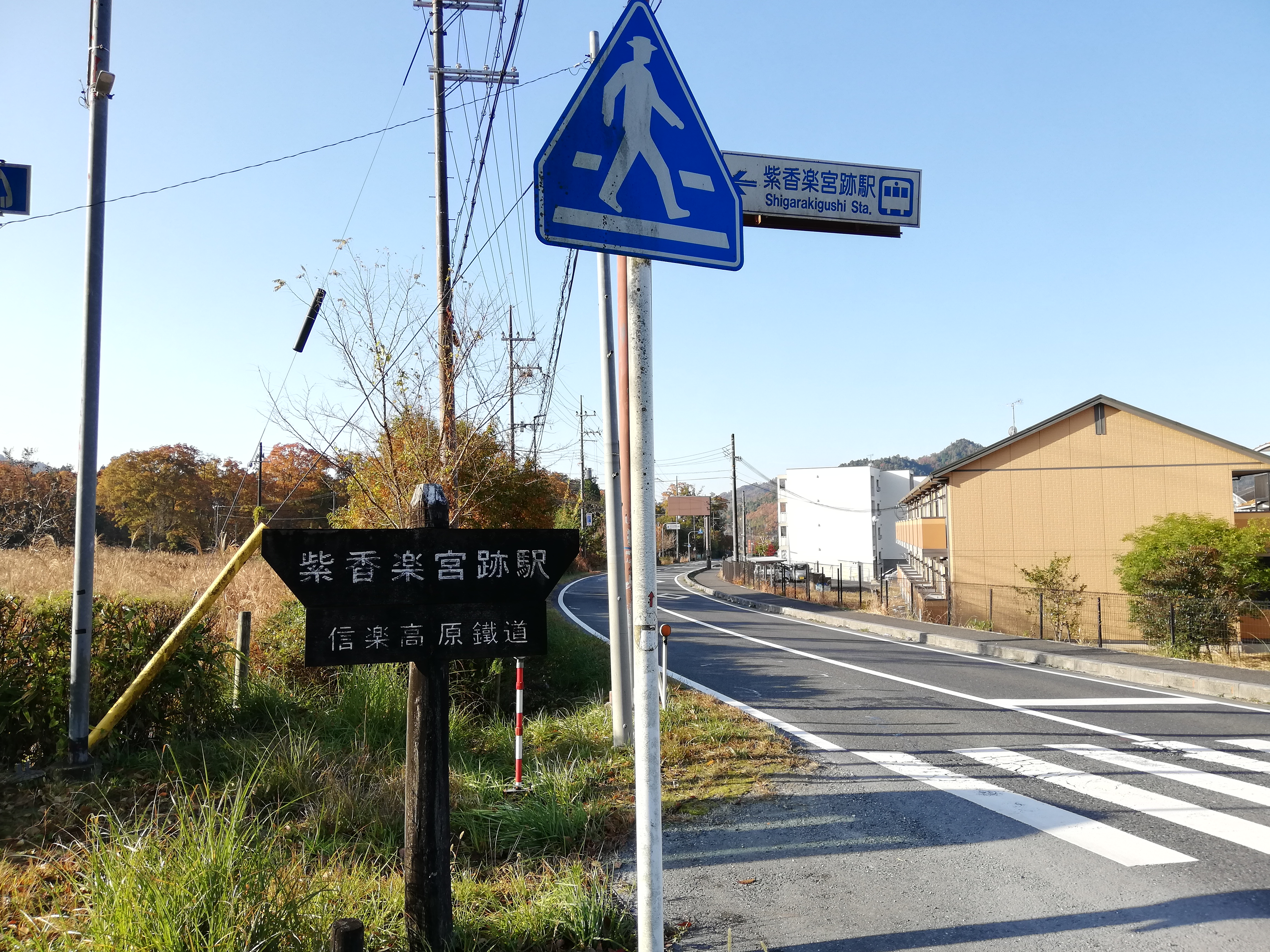
国道307号と駅への案内標識など（2020年11月）
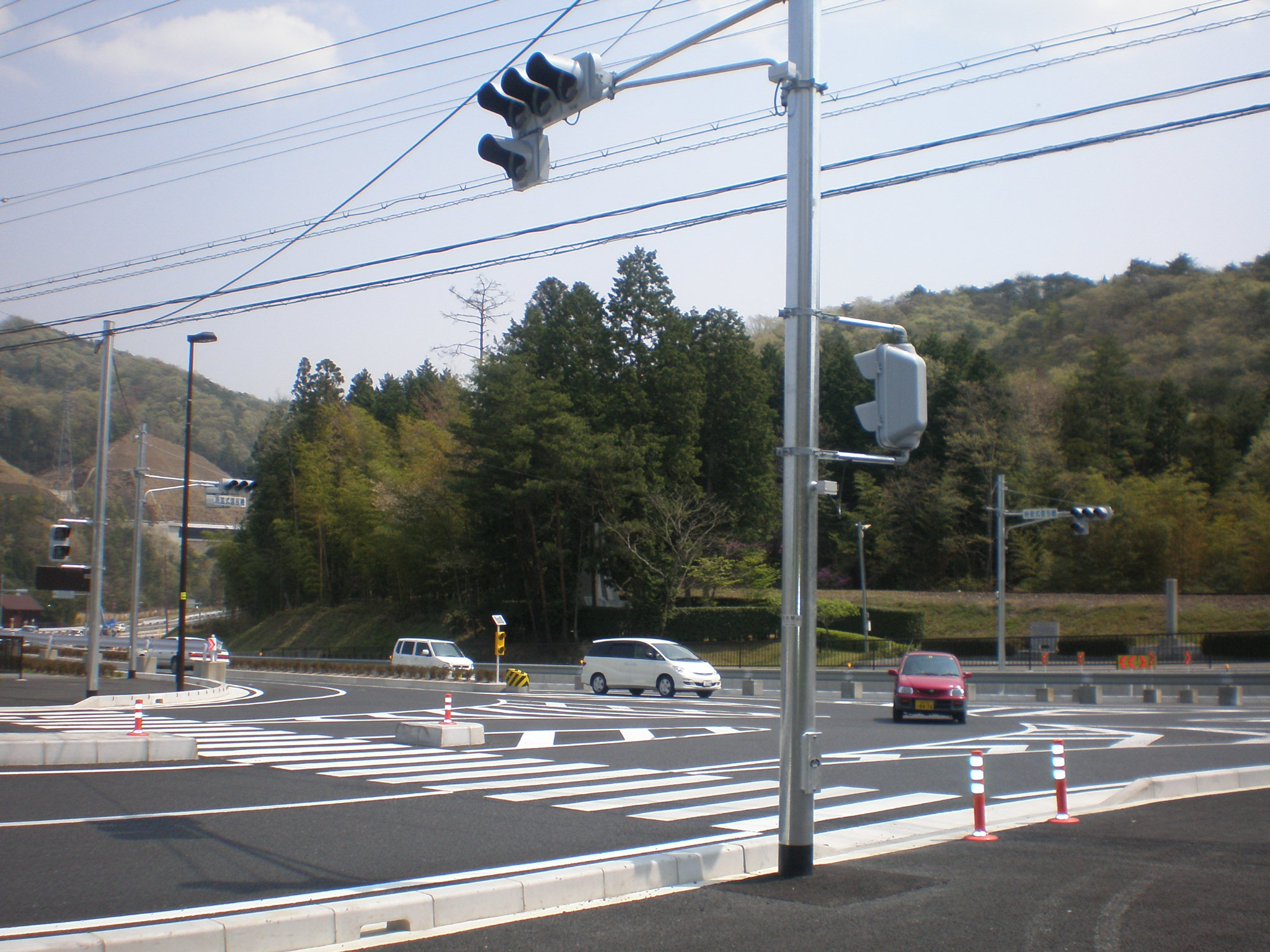
信楽I.C口交差点から見た国道307号（2008年4月、中央に信楽高原鐵道列車衝突事故の慰霊碑が見える）
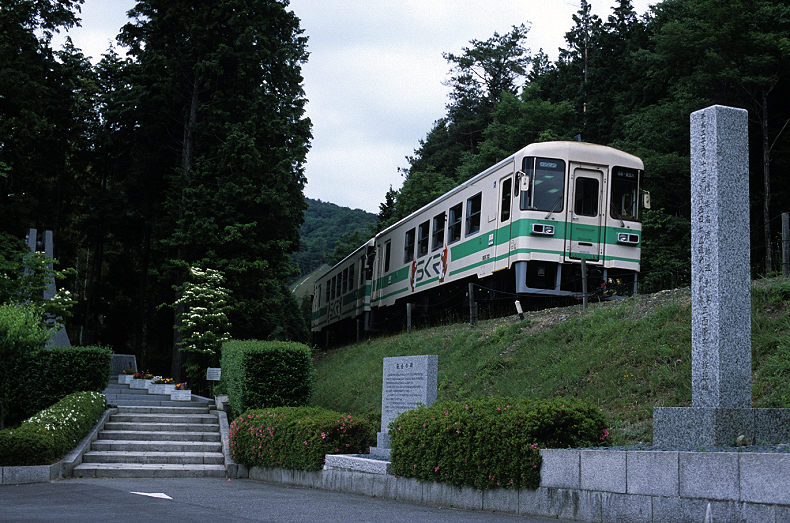
信楽高原鐵道列車衝突事故の慰霊碑と信楽線の列車（2005年6月）
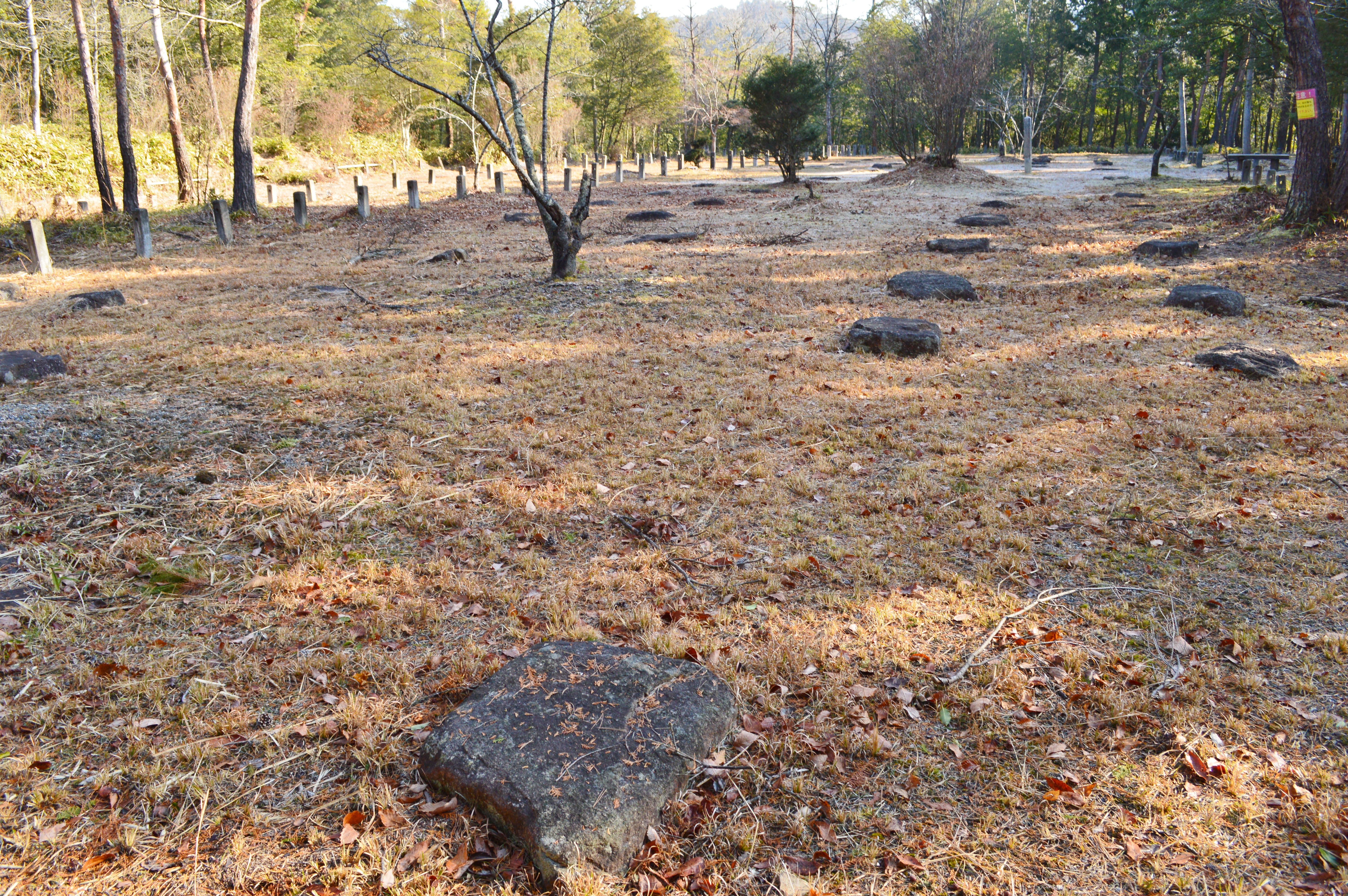
紫香楽宮跡内裏野地区 北面僧坊跡（2017年12月）

### タクシー路線
下記のデマンドタクシー（エリア路線）が甲賀市によって運行されているが、乗車する場合は予約が必要となる。
- 信楽宮町巡回エリア[7]

## 隣の駅
信楽高原鐵道
■信楽線
貴生川駅 - 紫香楽宮跡駅 - 雲井駅